# Emiliaans
Emiliaans is een Romaanse taal, die vooral wordt gesproken in Emilia, de historische naam van het westelijke en noordelijke deel van de regio Emilia-Romagna in het noorden van Italië). Ook in enkele aangrenzende delen van andere regio's wordt Emiliaans gesproken. Samen met het verwante Romagnools wordt het ook wel als Emiliaans-Romagnools aangeduid.

## Ontwikkeling
Er is nooit een standaardvorm voor het Emiliaans vastgesteld. Net als andere Romaanse talen, stamt het Emiliaans af van het Volkslatijn dat in het Romeinse Rijk werd gesproken. Het ontwikkelde in de vorm van een groep streektalen parallel aan het Toscaans waar het Standaarditaliaans op gebaseerd is.

## Eigenschappen
Het Emiliaans wordt geschreven met het Latijns alfabet, waarbij een groot aantal diakrieten wordt gebruikt. De taal kent twee woordgeslachten, verschillende vormen voor enkelvoud en meervoud en uitdrukkelijke beleefdheidsvormen. De zinsbouw gebruikt net als het Nederlands vooral de SVO-volgorde.

## Geografische spreiding

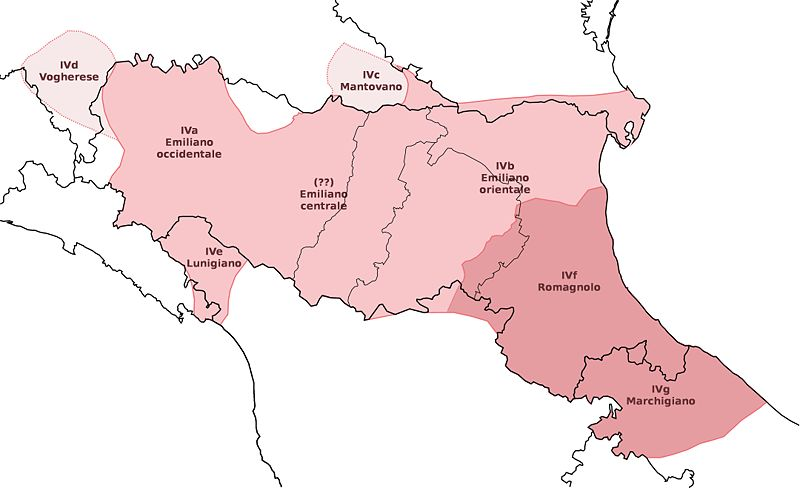
In roze en lichtroze de gebieden waar het Emiliaans is te vinden.

Het Emiliaans omvat in de regio Emilia-Romagna van west naar oost de streektalen van Piacenza, Parma, Reggio Emilia, Modena, Bologna en Ferrara. Daarbuiten worden tot het Emiliaans gerekend de streektalen van:
- het historische gebied Transpadana Ferrarese op de linkeroever van de Po in de provincie Rovigo in Veneto;
- Casalmaggiore in de provincie Cremona in Lombardije;
- Mantua in Lombardije;
- Voghera in de provincie Pavia in Lombardije en Tortona in de provincie Alessandria in Piëmont;
- de streektaal van het historische gebied Lunigiana, in de provincie Massa-Carrara in Toscane en La Spezia in Ligurië.